# Mirjapur (Parsa)
Pour les articles homonymes, voir Mirjapur.
Mirjapur (en népalais : मिर्जापुर) est un comité de développement villageois du Népal situé dans le district de Parsa. Au recensement de 2011, il comptait 4 229 habitants.